# Ontariomeer
Het Ontariomeer (Engels: Lake Ontario, Frans: Lac Ontario) is een van de Grote Meren (Engels: Great Lakes, Frans: Grands Lacs) op de grens van Canada en de Verenigde Staten.
Het meer heeft een oppervlakte van 19.011 km² en een maximale diepte van 244 m. In het noorden wordt het begrensd door Ontario (Canada) en in het zuiden door het Niagaraschiereiland (Canada) en de staat New York (VS). Van de Grote Meren is het Ontariomeer het kleinst in oppervlakte, het op een na kleinst in volume en het laagst gelegen (75 m boven zeeniveau). Het water wordt via de Niagarawatervallen vanuit het Eriemeer aangevoerd en via de Saint Lawrence naar de Atlantische Oceaan afgevoerd.
Langs de oevers van het meer wonen 10,2 miljoen mensen in steden als Toronto, Hamilton en Rochester.

## Geologie

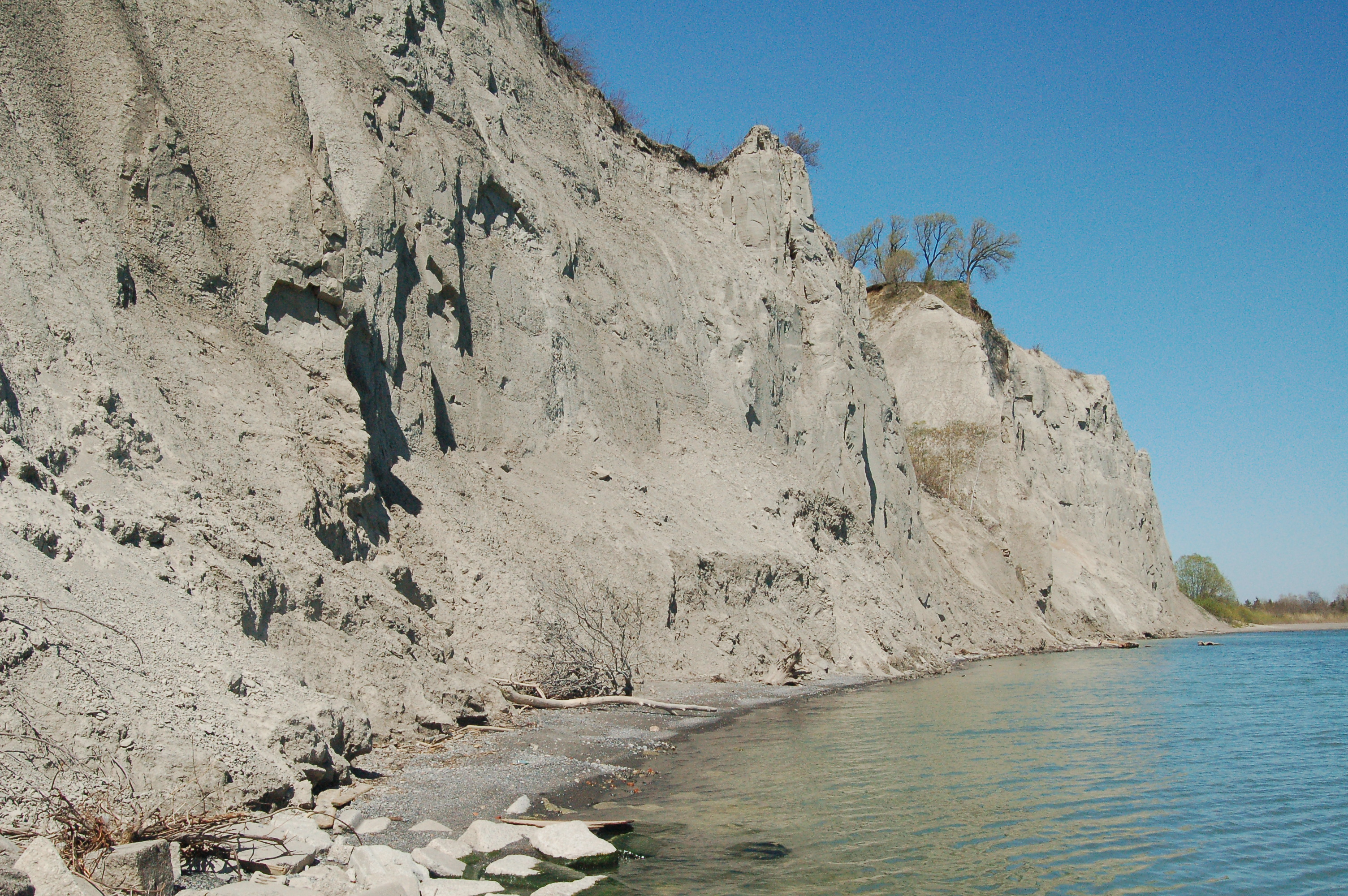
Scarborough Bluffs

De bodem van het meer bestaat uit vast gesteente dat eerst door riviererosie en daarna door gletsjers werd uitgesleten. De bodem is oneffen ten gevolge van deze ontstaansgeschiedenis. Het Ontariomeer is ongeveer 11.000 jaar geleden ontstaan. Ervoor bevonden zich hier verschillende kleinere gletsjermeren. De oevers van het meer bestaan grotendeels uit rotsen of glaciaal sediment. De Scarborough Bluffs ten zuidoosten van Toronto zijn tot 100 m hoog. Stranden indien aanwezig zijn meestal smal. Uitzonderingen bevinden zich bij Hamilton en Toronto aan de Canadese kant van het meer en bij Mexico Bay aan de Amerikaanse kant.

## Geografie

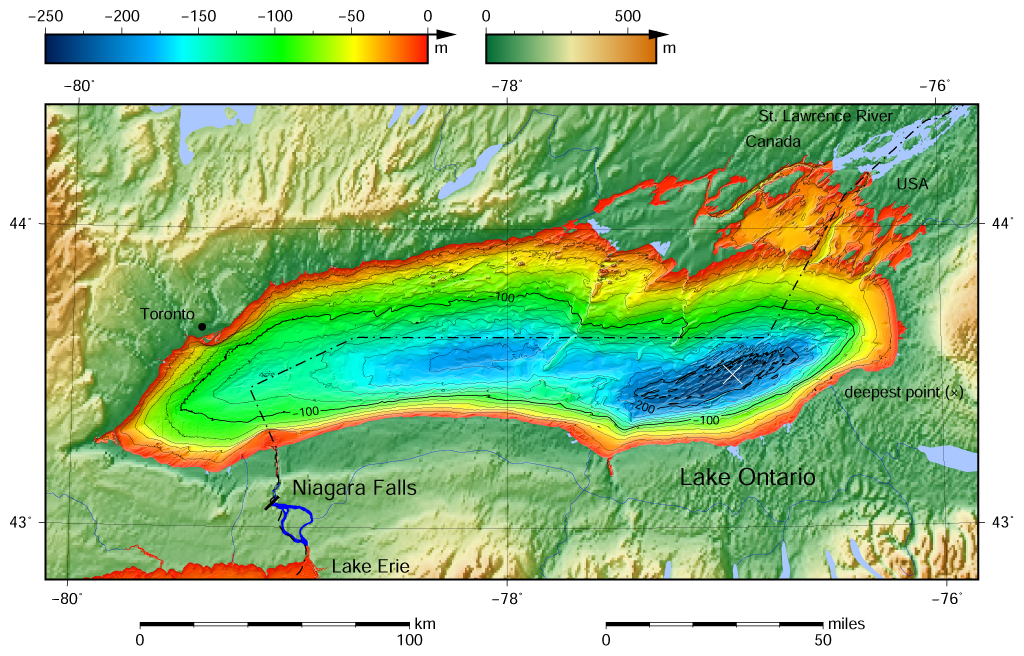
Bathymetrie

De maximale lengte van het meer, van oost naar west, bedraagt 311 km. De maximale breedte is 85 km. Met een oppervlakte van 19.011 km² is Ontariomeer het op zeven na grootste zoetwatermeer van Noord-Amerika maar het kleinste van de Grote Meren. 10.000 km² bevindt zich op Canadees grondgebied. De gemiddelde diepte bedraagt 86 meter en de maximale diepte 244 meter. Omdat het meer relatief diep is en in de winter vaak geniet van een windstroming uit het zuidwesten, vriest het zelden helemaal dicht. In de wintermaanden, van november tot mei, heeft het meer op alle diepten een redelijk uniforme temperatuur. In de zomermaanden warmen de bovenste 10 tot 20 meter op terwijl de onderste laag een constante temperatuur onder de 5° C houdt.
Het Ontariomeer heeft een stroomgebied tussen 60 en 64 duizend km². Het meeste water wordt aangevoerd door de Niagara. Andere rivieren die uitmonden zijn de Genesee, de Oswego en de Black River in New York en de Trent in Ontario. Het meer watert af in de Saint-Lawrence via het Kingston Basin in het noordoosten. Het water heeft een doorlooptijd van 8 tot 10 jaar.

## Geschiedenis
Ontario is een woord uit het Irokees. Dit volk woonde langs de oevers van het meer voor de komst van de Europeanen. Fransman Étienne Brûlé bezocht het meer in 1615. Er was bonthandel via het meer maar de eerste Europese nederzettingen aan het Ontariomeer ontstonden pas vanaf 1763. In dat jaar bouwden de Fransen Fort-Frontenac (nu Kingston). Na de Franse en Indiaanse oorlogen beheersten de Britten de oevers van het meer. Veel van de veldslagen van de Oorlog van 1812 tussen de Verenigde Staten en Groot-Brittannië werden aan het meer uitgevochten. Op de bodem van het meer liggen enkele scheepswrakken gezonken tijdens deze strijd.

## Menselijke invloed
Meer dan 55% van de bevolking van de Canadese provincie Ontario leeft nabij het Ontariomeer. De Golden Horseshoe is een groot stedelijk gebied met veel industrie aan het westelijk deel van het meer met de steden St. Catharines, Hamilton en Toronto. Andere steden aan de Canadese kant zijn Oshawa, Port Hope, Cobourg, Belleville en Kingston. Aan de Amerikaanse kant zijn er Rochester, een plaats met veel industrie, en Oswego.
Er is druk scheepvaartverkeer op het Ontariomeer. Het drukst is de St. Lawrence Seaway. Er is ook scheepvaartverkeer op het Rideau Canal van Kingston naar Ottawa en op de Trent-Severn Waterway tussen de Bay of Quinte en Georgian Bay in het Huronmeer.
Er is intensieve landbouw in het zuiden van Ontario en het noordwesten van New York aan de oevers van het Ontariomeer.
De menselijke aanwezigheid met industrie en landbouw hebben gezorgd voor een aanzienlijke vervuiling van het meer.
Bovenmeer ·
Eriemeer ·
Huronmeer ·
Michiganmeer ·
Ontariomeer